# Catharus mexicanus
El tordo solitario  (Catharus mexicanus), también conocido como zorzal corona negra o zorzalito cabecinegro, es una especie de ave paseriforme de la familia Turdidae.
Es nativo de Costa Rica, Guatemala, Honduras, México, Nicaragua y Panamá. Su hábitat natural incluye bosque húmedo tropical y subtropical.

## Subespecies
Se distinguen las siguientes subespecies:
- Catharus mexicanus mexicanus
- Catharus mexicanus cantator
- Catharus mexicanus fumosus
- Catharus mexicanus yaegeri
- Catharus mexicanus carrikeri